# Salatiele
Salatiele (Bologna, 1210 circa – Bologna, 19 maggio 1280) è stato un notaio, docente e giurista italiano, tra i principali dello Studium bolognese e autore di alcuni celebri formulari giuridici.

## Biografia
Nato verso il 1210 da Martino di Papa, membro di una famiglia benestante, studiò diritto sotto la guida di Odofredo e nel 1230 sposò Bertilla da cui ebbe alcuni figli, tra cui Aliotto (notaio come il padre) e Margherita. Divenuto notaio nel 1237 e membro della Magistratura degli Anziani nel 1240, fu poi docente presso l'Università di Bologna, entrò presto in contrasto con un altro grande giurista del Basso Medioevo, Rolandino de' Passaggieri. Dopo aver trascorso i successivi decenni tranquillamente, dedito allo studio e alla composizione dell'Ars notariae, negli anni '70 Bologna fu sconvolta anch'essa dalle lotte tra Guelfi e Ghibellini, durante le quali gli morì, probabilmente durante gli scontri, il figlio Aliotto. Esiliato Salatiele nel 1275 da Bologna in seguito alla vittoria dei Guelfi, morì prima del 19 maggio del 1280, quando le sue volontà testamentarie furono rese pubbliche: parte dei suoi terreni furono venduti dalla figlia Margherita al rivale del padre, Rolandino.

## L'Ars notariaee laSumma de libellis
Salatiele è noto per essere stato, insieme a Raniero da Perugia e a Rolandino, il principale esponente della scuola giuridica bolognese che riscoprì l'antico diritto romano senza dover far ricorso al Corpus iuris civilis giustinianeo. L'opera più importante, l'Ars notariae, che Fantuzzi ricorda tra i codici visionati a Parigi dal maurino Bernard de Montfaucon, fu edita nel 1242 e in essa Salatiele si proponeva di indicare alcuni suggerimenti per la preparazione culturale del notaio e il commento ai testi di diritto tramite le annotazioni in glossa, commento che ricopriva la maggior parte dell'opera. Il carattere prettamente teorico dell'opera e le critiche che ne nacquero spinsero Salatiele a rivedere quanto da lui scritto, riproponendo una nuova edizione dell'Ars notariae nel 1254.
La Summa de libellis, al contrario dell'Ars notariae, era un'opera estremamente pratica, in quanto si proponeva di analizzare le pratiche relative ai casi dei libelli che potevano presentarsi ai notai offrendo una serie di formulari.